# 조철호

조철호의 조선소년군 깃발

조철호(趙喆鎬, 1890년 2월 15일 ~ 1941년 3월 22일)는 일제강점기의 독립 운동가로, 경기도 시흥군 동면 난곡리 (현 서울특별시 난곡동)에 거주하는 5남매중 장남이다.
1905년때까지 집에서 한학을 공부하였고 그후 1907년 사이에 대한제국 황립 무관학교에 입학했다. 그러나 1907년에 대한제국의 군대가 해산되고1909년 9월 15일 무관학교마저 폐교 되어버렸다.
1909년 9월 3일, 대한제국 무관학교가 폐교 사유로 생도42명이 일본 육군사관학교로 보내졌다. 그 사이 1910년 8월 10일 경술국치가 일어났고 그는 1914년 일본 육군사관학교 제26기 생으로 졸업했다 1917년에 조선군 용산 제20사단에 배속되었고 만주로 망명하려다 체포되었으나 일본 육사 시절 교관의 도움으로 사형은 면하고 징역 1년을 복역하고 제대했다.
그는 제대 이후 이승훈이 설립한 오산학교의 체육 교사가 되었으며 1919년에 일어난 3·1 운동을 적극 지도했다. 이 때 그는 다시 중국 상하이로 가기 위해 국경을 넘던 중에 체포되었지만 가석방된 이후 중앙고등보통학교 체육 교사가 되었고 1922년 10월 5일에 한국스카우트연맹의 전신인 조선보이스카우트 경성 1호대를 발대했다. 조선소년군이란 명칭은 소년척후단과 통합, 분리된 뒤에 쓰기 시작한 명칭이다.
1924년 3월 1일 월남 이상재 선생을 총재로 YMCA계열의 정성채의 소년척후단과 소년 척후단 조선 총연맹으로 통합하였다
1924년 두단체는 베이징에서의 극동잼버리에서 지도자 간의 의견충돌로 조철호 선생은 조선소년군으로 정성채 선생은 소년척후단으로 다시 분리하게 된다. 충돌의 이유는 태극기를 들고 입장식을 못하는 것에 조철호는 참가거부로 나왔고, 정성채는 미국 스카우트 대원의 도움으로 재한 미국 스카우트 자격으로 성조기를 들고 입장을 치른것이었다.
1926년에는 6.10 만세 운동을 주도한 혐의로 체포되어 감옥 생활을 했으며 출옥 후 일제의 압력으로 중앙고보 교사직을 사직했다. 1927년에는 북간도로 망명하여 용정 대성학교와 동흥중학교 교사를 맡았으며 같은 해 10월 5일에는 독립운동 혐의에 연루되어 체포되었지만 증거 불충분으로 구속된 지 한 달 만에 석방되었다.
1931년 10월 동아일보에 입사하여 조선소년군 육성에 노력했지만 일제는 1937년 9월 3일에 조선소년군을 강제 해산시킨다. 1939년 10월에는 보성전문학교 교관에 임명되었으며 1941년 3월 22일에 사망했다. 그가 죽은 이후 1977년 대한민국 정부로부터 건국포장을 추서받았다.

## 이후 이력
- 1962년 한국보이스카우트 연맹 연맹 최고훈장 무궁화 금장 추서
- 1977년 12월 13일 박정희 정부 건국포장 추서
- 1988년 6월 10일 중앙 중고등학교 자랑스러운 중앙인 선정
- 1990년 12월 26일 노태우 정부 건국훈장 애국장 추서
- 1991년 6월 19일에는 망우리 공동묘지에서 대전 국립묘지 애국지사 묘역(애지제1-285) 천묘 안장

## 관산 조철호 선생의 비문 소개
義如此[의여차]는 朝鮮少年軍[조선소년군]의 口號[구호]다. 1922년 10월 5일 항일 구국 운동으로 한국 최초의 조선소년군을 창설하여 1937년 일제에 의해 강제 해산당하기까지 총사령장으로 활약하다 3·1운동과 평북 정주 오산만세, 6·10만세 사건에 깊이 관여, 수차례 옥고를 치루다.
아! 우리나라 보이스카우트 운동이 널리 퍼질 날이 과연 언제나될까? 조국과 민족을 위한 거룩한 정신은 청사에 길이 빛나리니 편안히 잠드소서